# Caesalpinia ciliata
Caesalpinia ciliata là một loài thực vật có hoa trong họ Đậu. Loài này được (Wikstr.) Urb. miêu tả khoa học đầu tiên.